# 下口叫姑魚
下口叫姑魚為輻鰭魚綱鱸形目鱸亞目石首魚科的其中一種，分布印度太平洋區的印尼海域，體長可達12公分，棲息在沿海海域，可做為食用魚。